# Salajka (národní přírodní rezervace)
Salajka je národní přírodní rezervace poblíž obce Bílá v okrese Frýdek-Místek. Oblast spravuje AOPK ČR Správa CHKO Beskydy. Důvodem ochrany je jedlobukový prales poblíž Bumbálky.